# مسقط
مَسْقَط (به عربی: مسقط)، پایتخت و بزرگ‌ترین شهر عمان و مرکز استان مسقط است. در سال ۲۰۱۸ جمعیت این شهر حدود ۸۰۰٬۰۰۰ نفر تخمین زده می‌شد.

## نام
مسقط در زبان عربی به معنای محل سقوط است. نویسندگان یونانی و نویسندگان زیادی در قرن نوزدهم به این نام در مفهوم دریانوردی آن اشاره کرده‌اند، به معنای پهلو گرفتن کشتی‌ها یا افتادن لنگر. از دیدگاه برخی از زبان شناسان نام «مسقط» از واژهٔ پارسی باستان «مشکت» به معنی «بوی تند» گرفته شده‌است.

## تاریخچه
شهرستان مسقط ۹۰۰ سال پیش در قرن دوازده میلادی تأسیس شده‌است.

## اقتصاد
پیشه مردم مسقط: تجارت، صناعت، نجاری و ماهی‌گیری است.
پیشه‌هایی مانند طلاسازی، نقره سازی و صنایع دستی مسقط مشهور است.
همچنین ساخت «حلوای عمانی» (مسقطی) در این منطقه زیاد رایج است.
صید ماهی نیز در طول ساحل مسقط به چشم می‌خورد و تمام مردم ساحل‌نشین ماهی‌گیری پیشه گرفته‌اند.
حکومت عمان یک روستای مدرن برای ماهی‌گیران در ساحل مسقط بنانهاده‌است، این روستا «سداب الخرا» نام دارد.
خانه‌های این روستا به‌طور رایگان از طرف حکومت به صیادان اهداء شده‌است.

## آثار تاریخی
در این شهرستان جاهای تاریخی و اماکن گردشگری گوناگونی وجود دارد که بارزترین آن‌ها از این قرارند:
- قلعه جلالی.
- قلعه می‌رانی.
- بلدة السیفة.
- دیوار مسقط.
- خانه‌های أثری.
- الخیران.
- باشگاه دریایی بندر روضة.
- باشگاه غواصی عمان.
- ساحل البستان.
- ساحل قنتب.
- ساحل الجصه.
- موزه عمان.
- موزه عمان و فرانسه.
- موزه خانه الزبیر.
- موزه اسکناس وسکه عمانی.

## اماکن دیدنی شهرستان مسقط
- ۱ ـ بیت جریزه:
- ۲ ـ بیت فرنسا:
- ۳ ـ بیت مغب:
- ۴ ـ بیت السید نادر:
- ۵ ـ بیت الخارجیة:
- ۶ ـ بیت الزبیر:

## نگارخانه

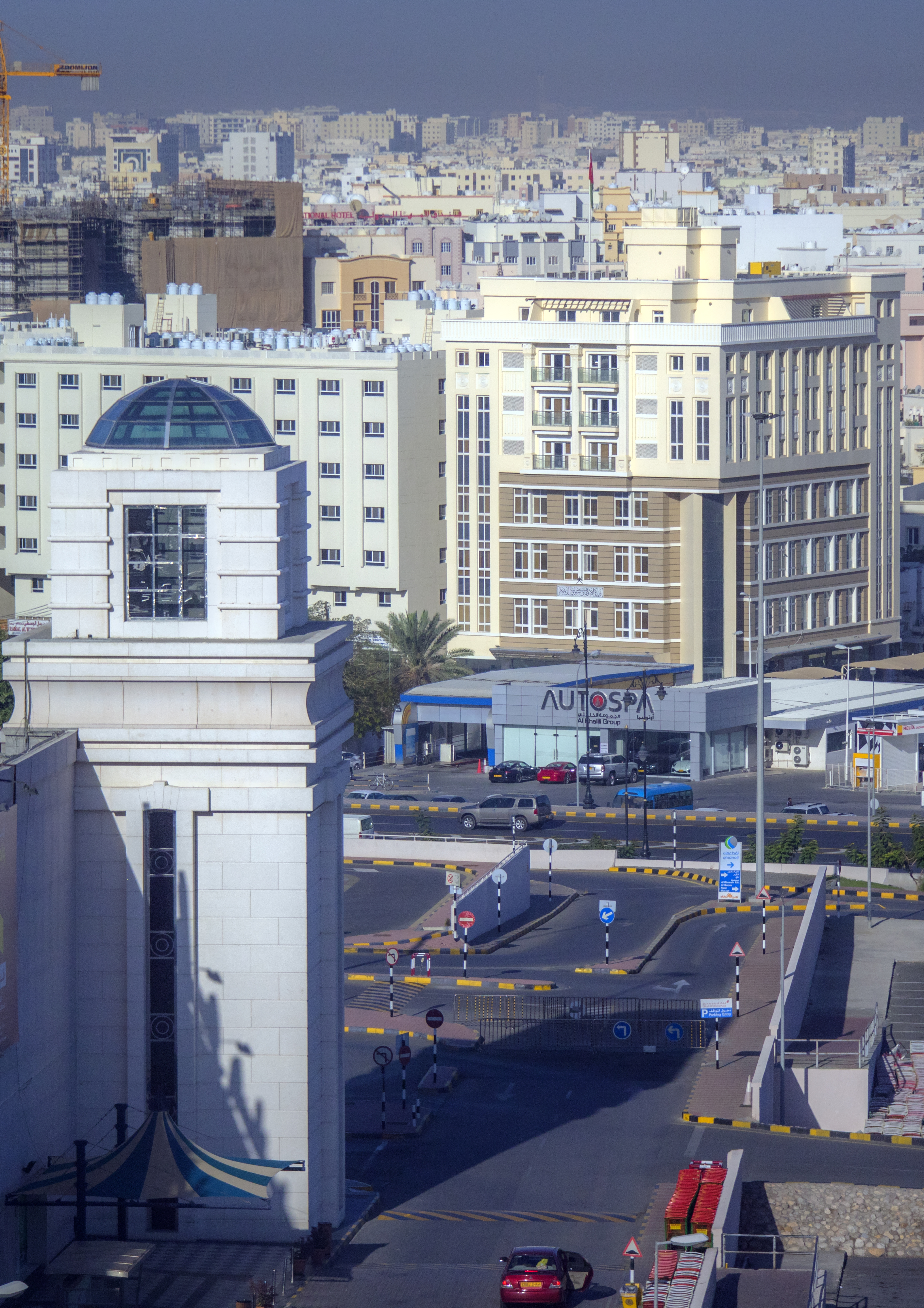
مسقط پایتخت عمان
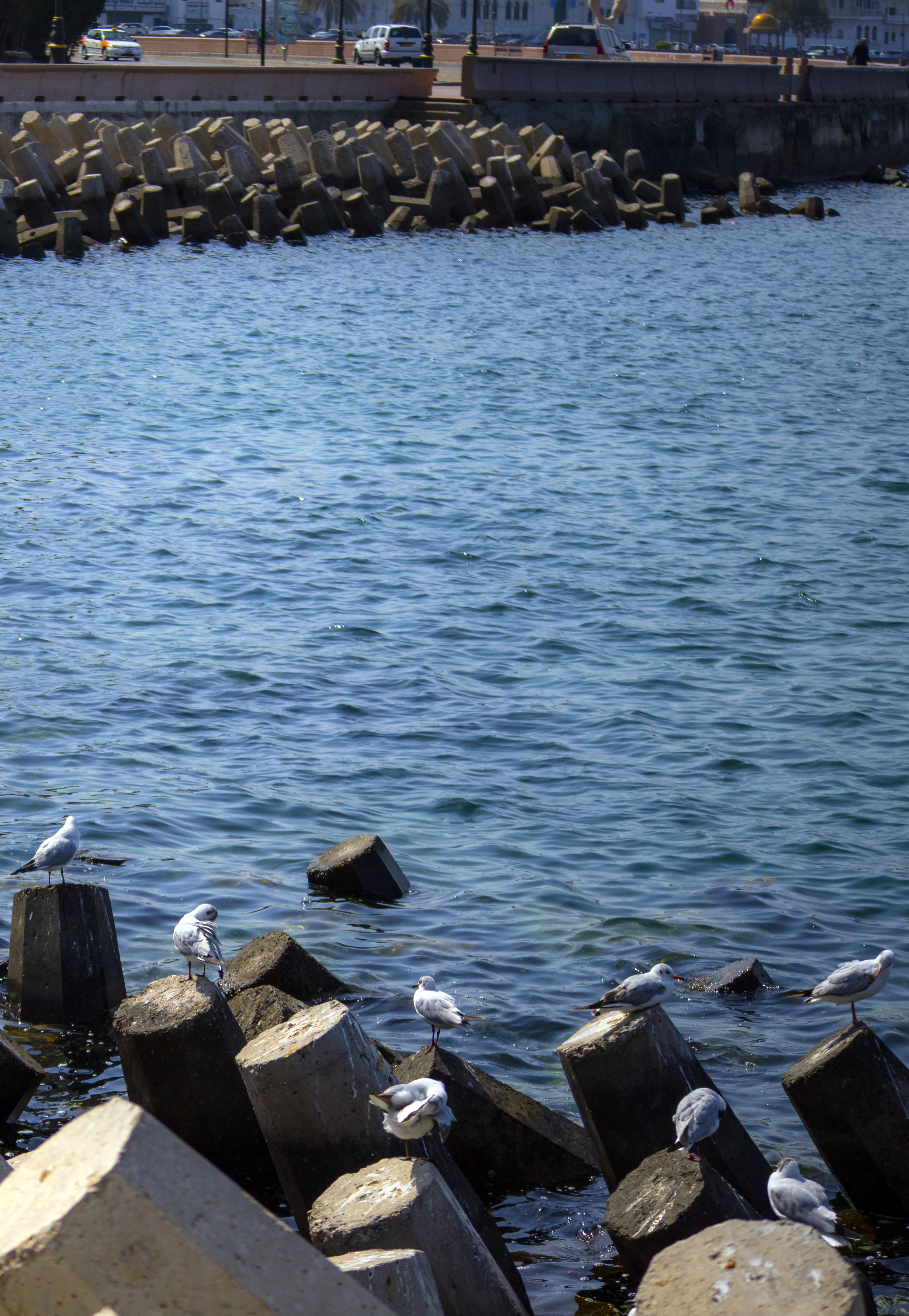
مسقط
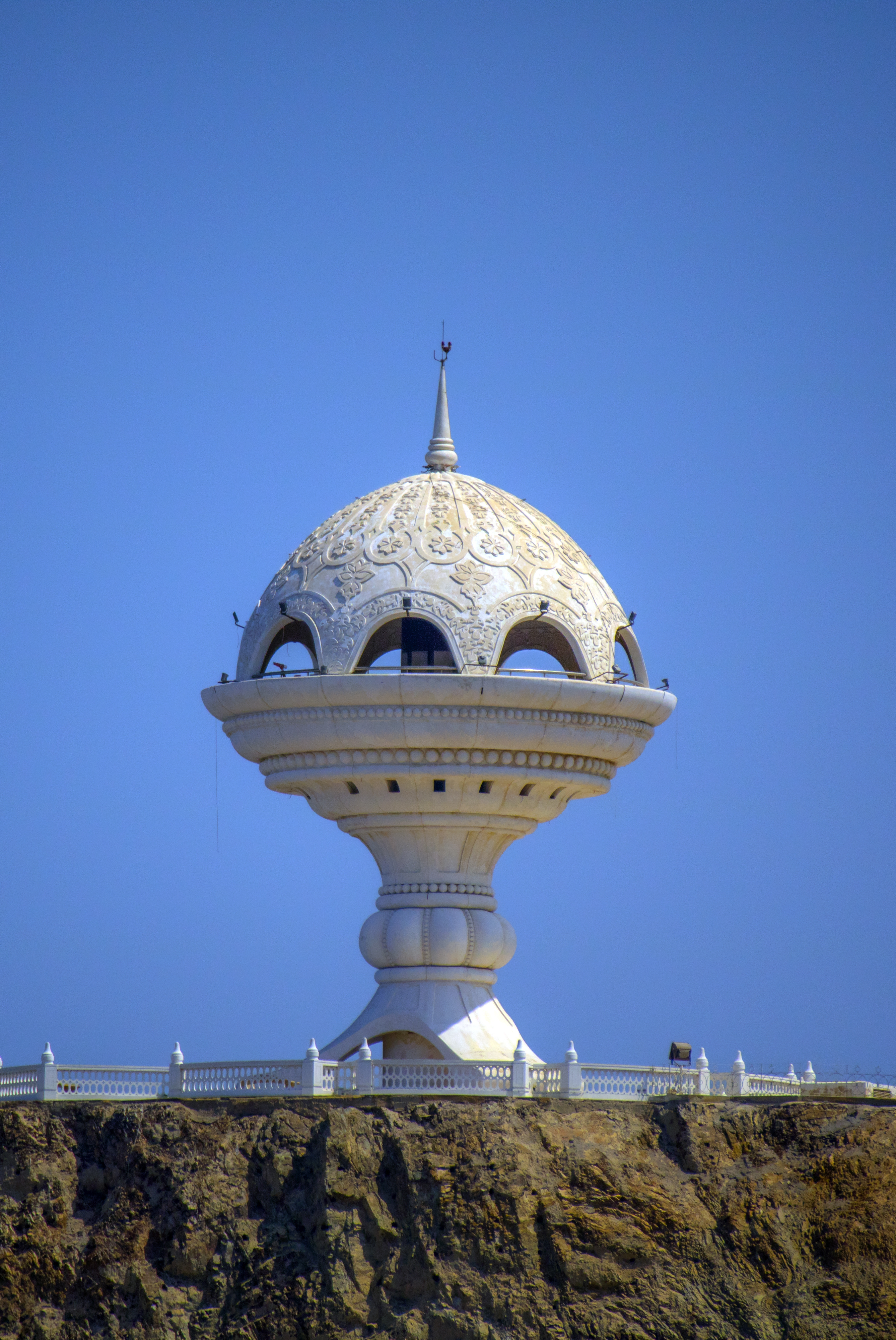
جاذبه‌های گردشگری مسقط
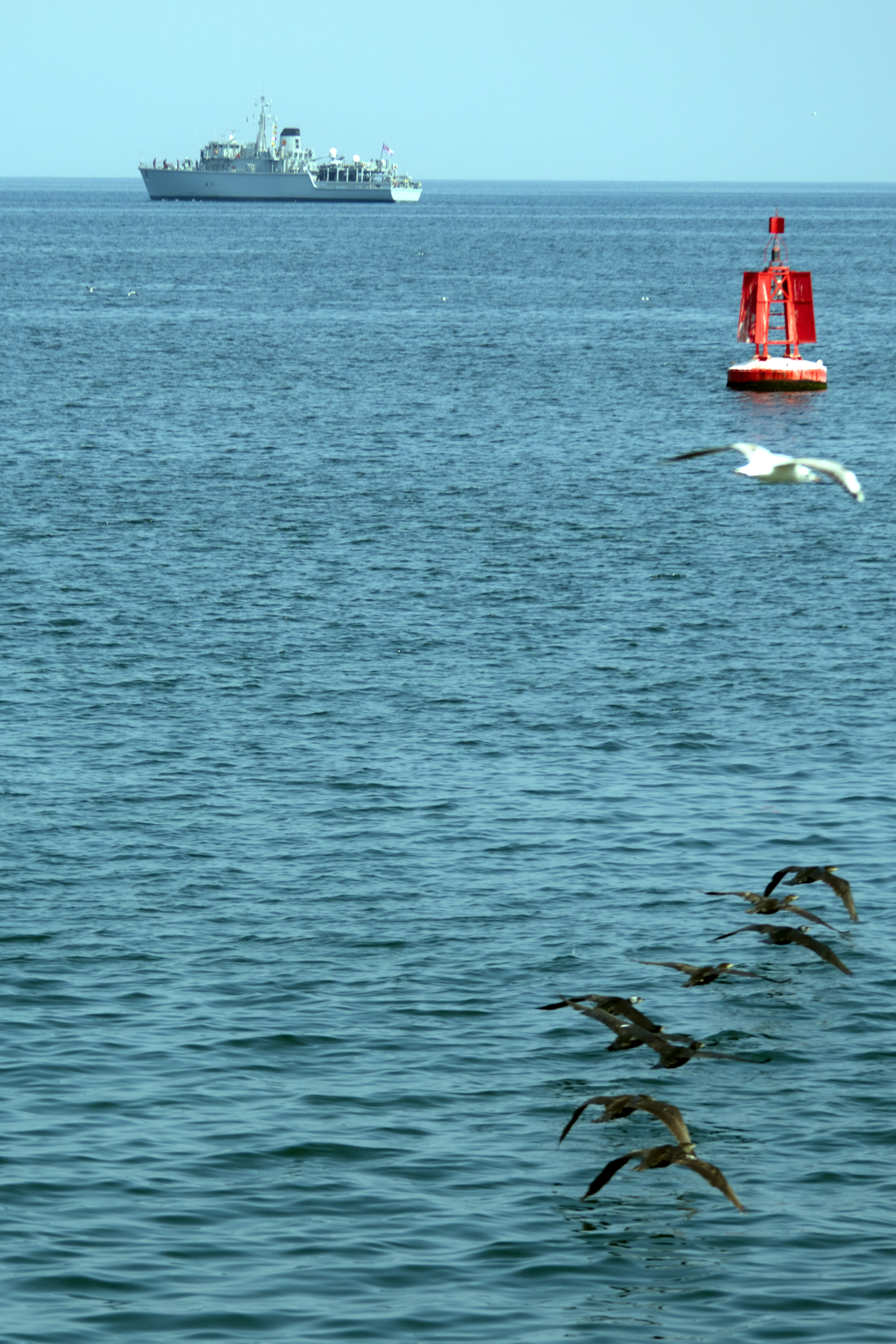
ساحل مسقط - دریای عمان
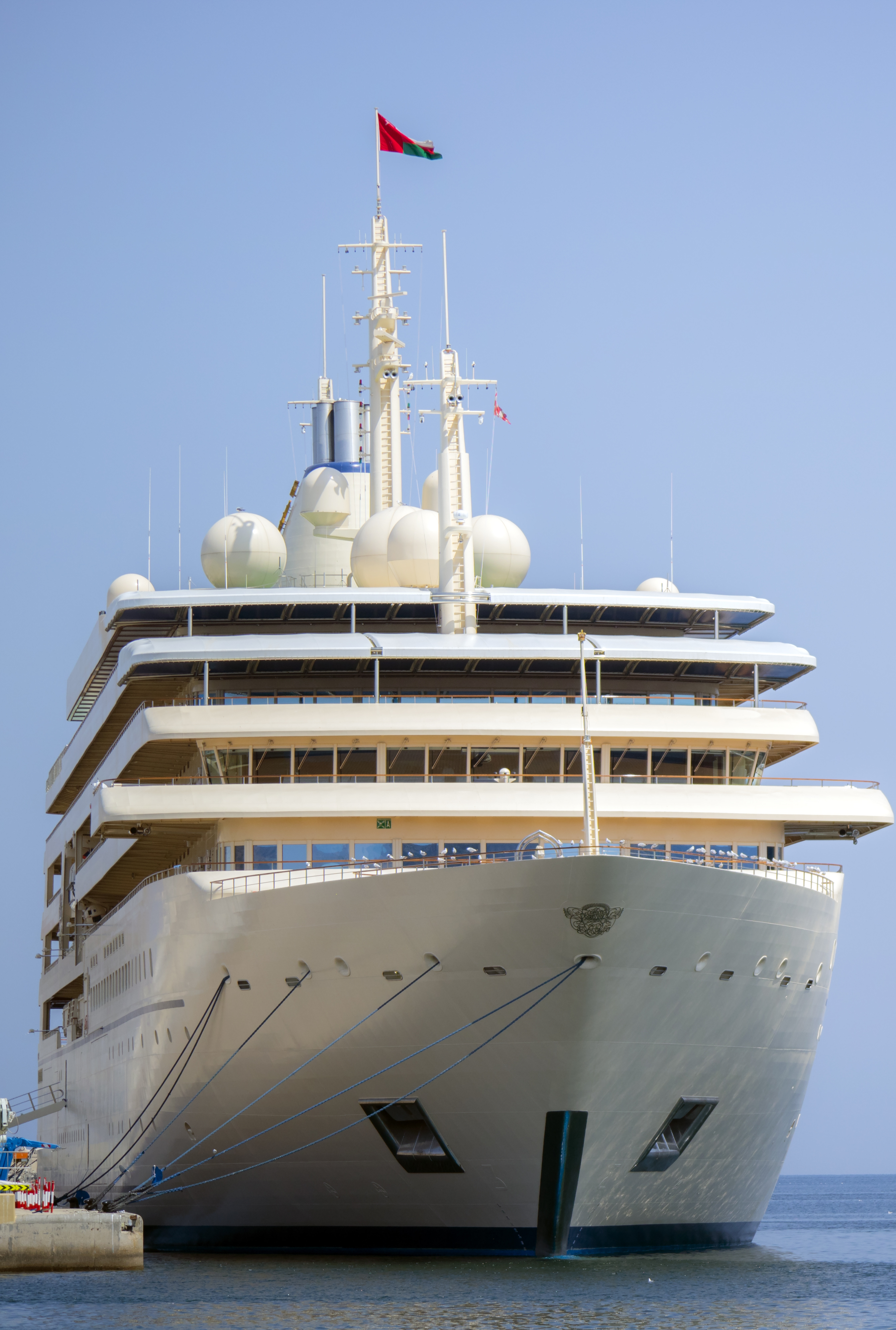
ساحل زیبای مسقط
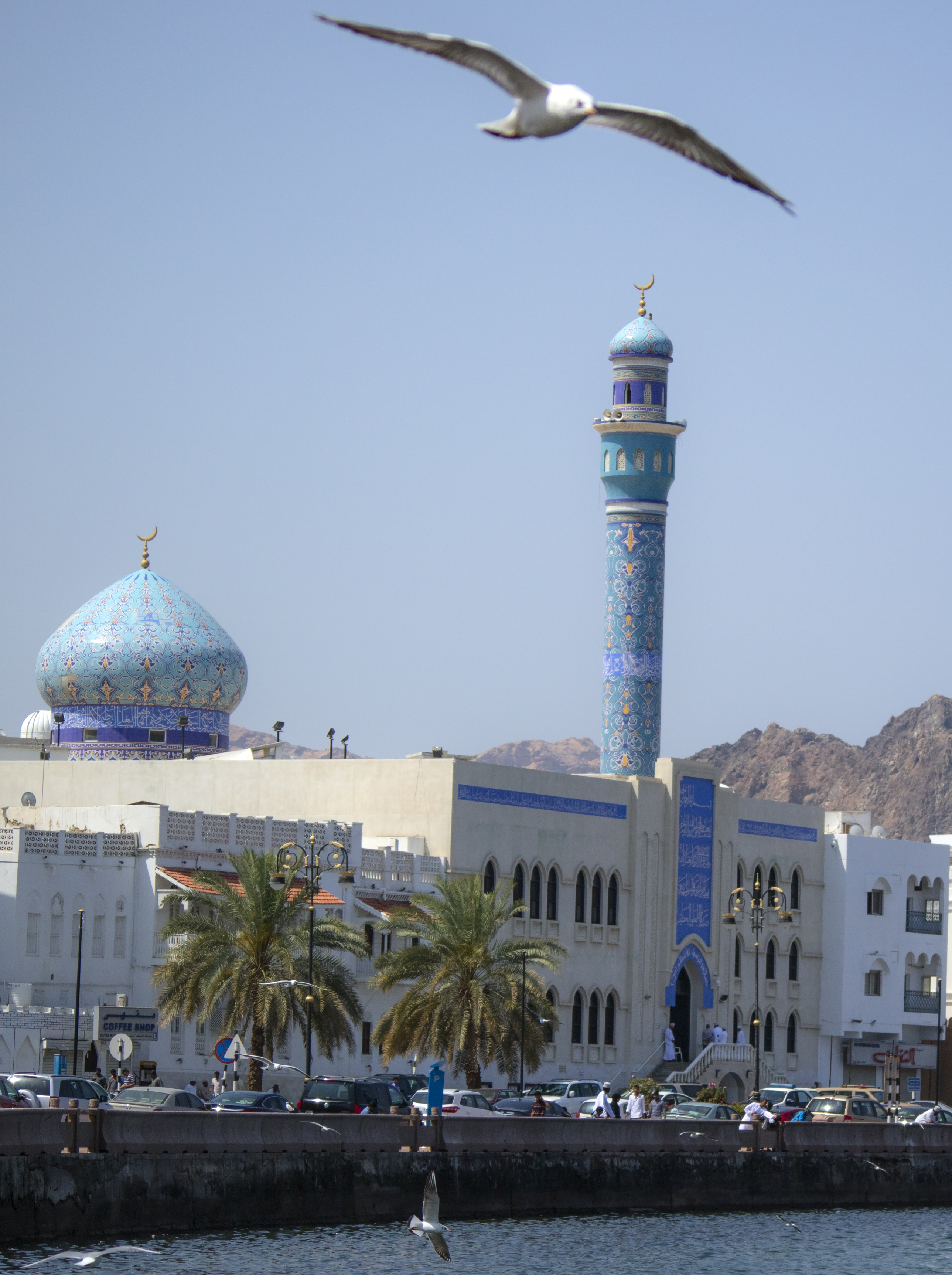
نمایی از مسجد پیامبر اعظم در مسقط